# Karl Rechbauer
Karl Rechbauer (6. ledna 1815 Štýrský Hradec – 4. ledna 1889 Štýrský Hradec) byl rakouský právník a politik německé národnosti, v 2. polovině 19. století poslanec a předseda Říšské rady.

## Biografie
Jeho otcem byl stavovský úředník. Karl vystudoval v letech 1833–1839 práva a státovědu na univerzitě ve Štýrském Hradci, kde roku 1838 získal titul doktora práv. Sloužil do roku 1845 u komorní prokuratury a od roku 1846 působil jako advokát. Během revolučního roku 1848 byl vyslán jako reprezentant univerzity ve Štýrském Hradci na prozatímní Štýrský zemský sněm. V letech 1850–1852 zasedal v obecní radě v Štýrském Hradci. Během neoabsolutistického období se stáhl z politického a veřejného života. Do obecní rady v Štýrském Hradci usedl opět roku 1859. Byl pověřen vypracováním nového obecního statutu. Od roku 1859 působil jako dvorní a soudní advokát ve Štýrském Hradci.
Po obnovení ústavní vlády se zapojil do vrcholné politiky. Od roku 1861 zasedal opět v obecní samosprávě v Štýrském Hradci. Od roku 1861 až do roku 1885 byl rovněž poslancem Štýrského zemského sněmu. Zemský sněm ho roku 1861 delegoval i do Říšské rady (tehdy ještě volené nepřímo) za Štýrsko (kurie městská, obvod Štýrský Hradec). K roku 1861 se uvádí jako advokát, bytem ve Štýrském Hradci. Zemský sněm ho do Říšské rady delegoval za týž obvod opět roku 1867, 1870 a 1871. Uspěl i v prvních přímých volbách do Říšské rady roku 1873, kdy byl zvolen za městskou kurii, obvod Štýrský Hradec. Mandát zde obhájil ve volbách do Říšské rady roku 1879. V období let 1873–1879 byl předsedou Poslanecké sněmovny Říšské rady. Na jaře 1881 kandidoval opět na předsedu Poslanecké sněmovny Říšské rady, ale ve volbě získal 146 hlasů, zatímco polský protikandidát Franciszek Jan Smolka jich obdržel 184 a porazil tak Rechbauera.
Profiloval se jako příslušník německorakouské liberální levice (takzvaná Ústavní strana, liberálně a centralisticky orientovaná, odmítající federalistické aspirace neněmeckých etnik), respektive z ní vzešlé frakce německých autonomistů. V roce 1868 se stal předsedou spojeného poslaneckého klubu německých liberálů a levice. V říjnu 1879 je zmiňován na Říšské radě coby člen mladoněmeckého Klubu sjednocené Pokrokové strany (Club der vereinigten Fortschrittspartei). V roce 1881 pak spoluzakládal parlamentní frakci Sjednocená německá levice, do které se spojil klub Německé pokrokové strany a staroněmecký Klub levice. Podporoval rakousko-uherské vyrovnání roku 1867 i s ním související přijetí liberálních zákonů (tzv. prosincová ústava). Byl smířlivý vůči snahám neněmeckých národností. Prosazoval reformu Říšské rady a decentralizaci politického systému při zachování ochrany etnicky německé populace. Odmítal klerikální vlivy na politiku.